# Măxineni
Măxineni est une commune roumaine située dans le județ de Brăila.